# عقاب ماهی‌گیر

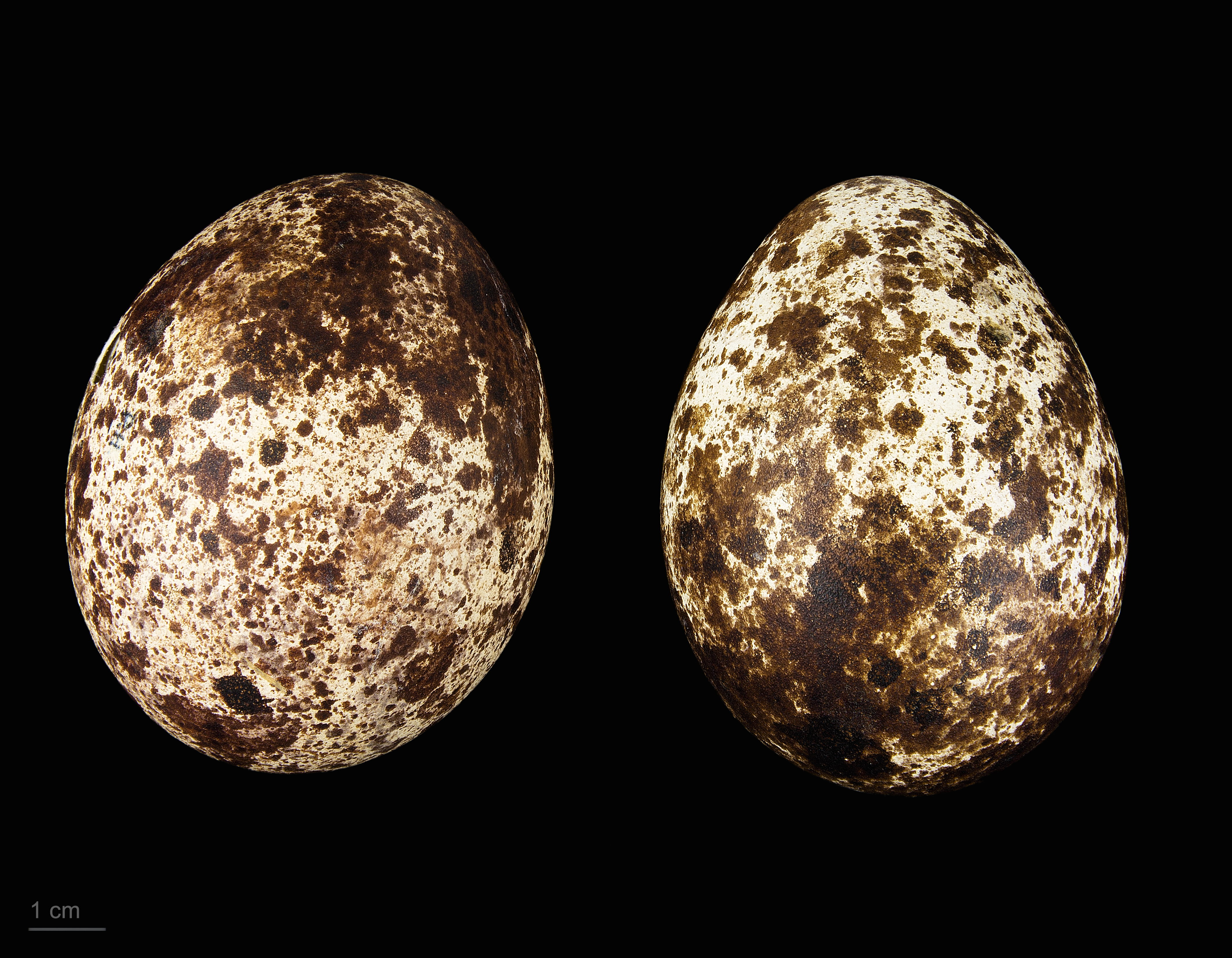
Pandion haliaetus

عقاب ماهی‌گیر (نام علمی: Pandion haliaetus)، نوعی پرندهٔ شکاری ماهی‌خوار و روزگرد است که در همۀ قاره‌های جهان (به جز قطب جنوب) و بسیاری از جزایر زندگی می‌کند.
تیره عقاب‌ماهی‌گیر (Pandionidae)، تیره‌ای از راسته بازسانان است که عموماً زیستگاه خود را در کنار آب انتخاب می‌کنند و از آبزیان تغذیه می‌کنند.
عقاب ماهی‌گیر در زیست‌گاه‌های متنوعی زندگی می‌کند و مهم‌ترین چیزی که به آن نیاز دارد یک گسترهٔ آبی، مانند دریا، دریاچه، رود، تالاب و … است که غذای مورد نیاز او را تأمین کند. رژیم غذایی او تقریباً فقط از ماهی تأمین می‌شود و ویژگی‌های بدنی و رفتاری او به‌طور خاص برای صید ماهی فرگشت یافته است. به جهت همین ویژگی‌های منحصر به‌فرد او را در یک تیرهٔ زیست‌شناختی مجزا از دیگر پرندگان شکاری قرار می‌دهند که فقط شامل این پرنده می‌شود.
عقاب ماهی‌گیر در گذشته در سواحل دریای خزر فراوان بوده اما در سال‌های اخیر منقرض یا بسیار کمیاب شده و اغلب گزارش‌هایی که در مورد مشاهدهٔ آن رسیده است نادرست بوده‌اند.

## ویژگی‌های ریخت‌شناسی
عقاب ماهی‌گیر یک پرندهٔ شکاری بزرگ است که طول بدن آن ۵۰ تا ۷۵ سانتی‌متر و فاصلهٔ دو بالش حدود ۲ متر است. سطح بالائی بدنش قهوه‌ای و سطح شکمی او سفید است. سرش هم سفید و نسبتاً کاکلی با یک خط چشمی سیاه که در کنار گردن او به سمت عقب امتداد پیدا می‌کند.

## تغذیه
عقاب ماهی‌گیر معمولاً ماهی‌هایی که حدود ۱۵۰ تا ۳۰۰ گرم وزن و ۲۵ تا ۳۵ سانتی‌متر طول داشته باشند را صید می‌کند، البته اندازهٔ ماهی‌ها می‌تواند از ۵۰ گرم تا ۲ کیلوگرم متغیر باشد. گه‌گاه و به‌طور استثنائی ممکن است جوندگان، خرگوش، دوزیستان، پرندگان کوچک و خزندگان را هم شکار کند.